# Кавадарци
Кавадарци (мкд. Кавадарци) су град у Северној Македонији, у јужном делу државе. Кавадарци су седиште истоимене општине, као и средиште историјске области Тиквеш, чувене по виновој лози и виноградарству.
Данас су Кавадарци савремени град са преко 30 хиљада становника, махом етничких Македонаца.

## Географија
Град Кавадарци је смештен у јужном делу Северне Македоније. Од Скопља, Кавадарци су удаљени је 105 km јужно, а први град у близини је Неготино (10 km северно).
Рељеф: Кавадарци су средиште историјске области Тиквеш, познате по виновој лози и виноградарству. Насеље је положено јужном ободу Тиквешкој котлини, на приближно 320 m надморске висине. Јужно од града издиже се горје Витачево, а јужније високе планине Кожуф и Козјак. Северно се пружа поље.
Клима у Кавадарцима је измењена континентална са значајним утицајем Егејског мора (жарка лета). Температуре љети знају бити и +40 °C а зими се знају спустити и испод -10 °C
Воде: Кроз Кавадарце протиче речица Луда Мара, која се северније улива у Вардар. Река дели град на западни и источни део и преко ње постоји неколико градских мостова, намењених за пешаке и возила. Корито реке је током 2010. године у дужини од 2 km уређено у виду кеја са шеталиштем и клупама.

## Историја
Први пут град се спомиње у османским списима из 1823. године као мала насеобина (касаба) са око 2000 становника.
У месту је од 1860. до 1868. године радила српска народна школа.
Осамдесетих година 19. века, док је Македонија још увек била у саставу Османског царства, Кавадарци су постали седиште Тиквешке казе (општине). У Кавадарцима је средином јула 1894. године основан један од првих револуционарних одбора организације ВМРО. Оснивач револуционарног комитета ове организације у Кавадарцима је био Даме Груев, а председник учитељ Пане Иванов.
После Првог балканског рата Вардарска Македонија је према одредбама Лондонског уговора о миру припала Краљевини Србији. Краљевина Бугарска је била незадовољна одредбама уговора о миру, јер је желела да прикључи себи читаво подручје Македоније. Стога је 15. јуна 1913. организовала групу припадника ВМРО у склопу припрема за Други балкански рат да уз подршку и учешће официра бугарске војске протерају представнике власти Краљевине Србије из Кавадараца, Неготина и Ваташе. Овај догађај је у Македонији углавном био третиран као бугарска врховистичка провокација све до краја 20. века, када је под називом „Тиквешки устанак“ почело да му се посвећује више пажње. Паравојне формације састављене од представника из Македоније, под командом Јована Бабунског и Јаје-аге су се убрзо сурово обрачунале са припадницима ВМРО и њиховим присталицама. Том приликом је погинуло 545 становника Тиквешке области.
1918. године Кавадарци су се припојили Краљевини СХС, касније Југославији. Од 1991. године град је у саставу Северне Македоније.

## Становништво
По последњем попису становништва из 2021. године, град Кавадарци је имао 32.038 становника.
| Национални састав према попису из 2021.‍ | Национални састав према попису из 2021.‍ | Национални састав према попису из 2021.‍ | Национални састав према попису из 2021.‍ | Национални састав према попису из 2021.‍ |
| --------------------------------------- | --------------------------------------- | --------------------------------------- | --------------------------------------- | --------------------------------------- |
|                                         |                                         |                                         |                                         |                                         |
| Македонци                               | Македонци                               |                                         | 28.815                                  | 89,9%                                   |
| Роми                                    | Роми                                    |                                         | 606                                     | 1,9%                                    |
| непописани                              | непописани                              |                                         | 2.087                                   | 6,5%                                    |

Већинска вероисповест становништва је православље.

## Привреда
историјске области Тиквеш, чувене по виновој лози и виноградарству.

## Образовање
У Кавадарцима постоји Гимназија „Добри Даскалов“, која носи име припадника ВМРО који је рођен у Кавадарцима. Гимназију је основала Бугарска егзархија 1897. године. Тада је имала само два разреда, али је у школској години 1907—1908. организована настава и за трећи разред.
По завршетку Балканских ратова српска власт није дозволила да Бугарска егзархија настави са противправним образовним делатностима и гимназија је 1913. године престала са радом. Током Бугарске окупације у Првом светском рату је у децембру 1915. поново организована настава у гимназији. После завршетка Првог светског рата гимназија наставља са радом под различитим именима (Грађанска школа, Нижа гимназија, Јосип Броз Тито). После образовања Северне Македоније 1994. године гимназија мења име и уместо „Јосип Броз Тито“ бива названа „Добри Даскалов“.

## Знаменитости
- Полошки манастир са црквом Св. Ђорђа, покрај Тиквешког језера. Манастир је подигнут почетком 14. века а осликан између средине 1343. и 1345. године. Поред портрета ктитора, ту су и портрети краља Душана, краљице Јелене и младог Уроша које крунишу Христ и анђели.[6] У 17. веку цркви је додан нартекс, док је у 19. веку комплетно обновљен. Манастир је познат по свом инвентару, по дрвеној проповедаоници из 1492. године и осликаном распећу са иконостаса из 1584 године. Негде између 1599 — 1609. године, црква је наново живописана од стране игумана Саве и калуђера Партенија.[7]